# (4989) Joegoldstein
(4989) Joegoldstein es un asteroide perteneciente al cinturón de asteroides, descubierto el 28 de febrero de 1981 por Schelte John Bus desde el Observatorio de Siding Spring, Nueva Gales del Sur, Australia.

## Designación y nombre
Designado provisionalmente como 1981 DX1. Fue nombrado Joegoldstein en honor al decano estadounidense Joseph I. Goldstein reconocido por dirigir un grupo de investigación en técnicas metalográficas, trabajo que es vital para comprender la formación y estructura de meteoritos de hierro.

## Características orbitales
Joegoldstein está situado a una distancia media del Sol de 2,573 ua, pudiendo alejarse hasta 3,045 ua y acercarse hasta 2,100 ua. Su excentricidad es 0,183 y la inclinación orbital 12,34 grados. Emplea 1507 días en completar una órbita alrededor del Sol.

## Características físicas
La magnitud absoluta de Joegoldstein es 13,8. Tiene 5,26 km de diámetro y su albedo se estima en 0,335.